# Rhysodesmus cuernavacae
Rhysodesmus cuernavacae är en mångfotingart som beskrevs av Chamberlin 1942. Rhysodesmus cuernavacae ingår i släktet Rhysodesmus och familjen Xystodesmidae. Inga underarter finns listade i Catalogue of Life.